# Arsenmedaïta
La arsenmedaïta és un mineral de la classe dels silicats. Rep el seu nom pel seu contingut en arsènic i per la seva relació amb una altra espècie, la medaïta.

## Característiques
La arsenmedaïta és un sorosilicat de fórmula química Mn₆2+ As5+Si₅O18(OH). Cristal·litza en el sistema monoclínic. És l'anàleg amb arsènic de la medaïta. Els exemplars que van servir per a determinar l'espècie, el que es coneix com a material tipus, es troben conservats a les col·leccions mineralògiques del Museu d'Història Natural de la Universitat de Pisa, a Itàlia, amb el número de catàleg 19901.

## Formació i jaciments
Va ser descoberta a la mina Molinello, que està situada a la vall de Graveglia, a la localitat de Ne (Ligúria, Itàlia). Aquest indret, la seva localitat tipus, és l'únic indret on ha estat trobada aquesta espècie mineral.